# Anders Almgren (fotbollsspelare)
John Anders Fredrik Almgren, född 27 december 1968, är en svensk före detta fotbollsspelare (målvakt).
Före detta allsvensk målvakt. Spelade 70 seriematcher för Djurgården under åren 1988–1992, samt 11 allsvenska matcher för AIK år 1997. Fick även vinna Svenska Cupen och spela europacupspel med AIK 1997. Var målvaktstränare för AIK åren 2003–2007. Inför säsongen 2008 bytte AIK målvaktstränare till Lee Baxter och Almgren bytte klubb till Väsby United.

## Meriter
- Svenska cupen 1990 med Djurgårdens IF, Svenska Cupen 1997 (med AIK)
- 9 U21-landskamper

## Klubbar

### Tränarkarriär
- Väsby United (2008–)
- AIK (2003–2007)
- Väsby IK (1998, assisterande tränare)

### Spelarkarriär
- IFK Stockholm (2002–)
- Assyriska FF (1998–2001)
- AIK (1996–1997)
- Vasalunds IF (1993–1996)
- Djurgårdens IF (1978–1992)
- Djurö/Vindö IF (1977)

## Spelarfacit, seriematcher
- 2001: 1 match (i Assyriska) [1]
- 2000:
- 1999:
- 1998:
- 1997: 11 matcher (i AIK)
- 1996:
- 1995:
- 1994:
- 1993:
- 1992: 6 matcher [2]
- 1991: 19 matcher [3]
- 1990: 19 matcher [4]]
- 1989: 22 matcher
- 1988: 4 matcher